# Batinière
Batinière est un village du Sénégal situé en Basse-Casamance. Il fait partie de la communauté rurale d'Oukout, dans l'arrondissement de Loudia Ouoloff, le département d'Oussouye et la région de Ziguinchor.
Lors du dernier recensement (2002), la localité comptait 98 habitants et 14 ménages.

## Histoire
Les habitants de Batinière sont les ressortissants de Séléki–Bakène. Batinière à l'époque était occupé par des Manjaques et le chef de village était prénommé Djimis (??).

L'histoire manque dans la période de la traite négrière.

Après occupation de Djimis, dans le chef Abougagne Tendeng a pris la suite juste après sa mort. Et Gaspard Tendeng lui aussi a pris la place d'Abougagne après son règne. Enfin Adrien Tendeng prend la place de son père dans la chefferie depuis sa mort jusqu'à nos jours.[réf. nécessaire]

## Géographie
Les villages qui l'entourent sont :
- Au nord : Séléki
- À l’est : Enampor
- Au sud : Eloubaline
- À l’ouest : Djivente